# ArcelorMittal
ArcelorMittal és la major companyia siderúrgica mundial, amb una plantilla de més de 310.000 empleats en més de 60 països.
Ha liderat la consolidació del sector siderúrgic internacional, i és considerada avui com l'únic productor d'acer realment global.
La societat va ser fundada en 2006 mitjançant la fusió entre Mittal Steel i Arcelor. La seu social del grup està situada a l'antiga seu d'Arcelor de Ciutat de Luxemburg, al sud del Gran Ducat de Luxemburg.

## Organització
Lakshmi N. Mittal (propietari de Mittal Steel) és President i CEO.
La direcció general del grup està composta per 7 membres: 
- Lakshmi N. Mittal (President i CEO)
- Aditya Mittal (Director Financer)
- Michel Wurth
- Gonzalo Urquijo
- Sudhir Maheshwari
- Christophe corner
- Davinder Chugh.

El Grup compta també amb un Consell d'Administració, la missió principal de la qual és supervisar la companyia de forma global. La seva composició reflecteix els principis establerts en l'Acord d'Intencions («Memorandum of Understanding») signat el 25 de juny de 2006.
Aquest Consell està compost per 11 directors independents provinents de totes parts del món, el que li confereix un caràcter realment internacional.

## Activitat

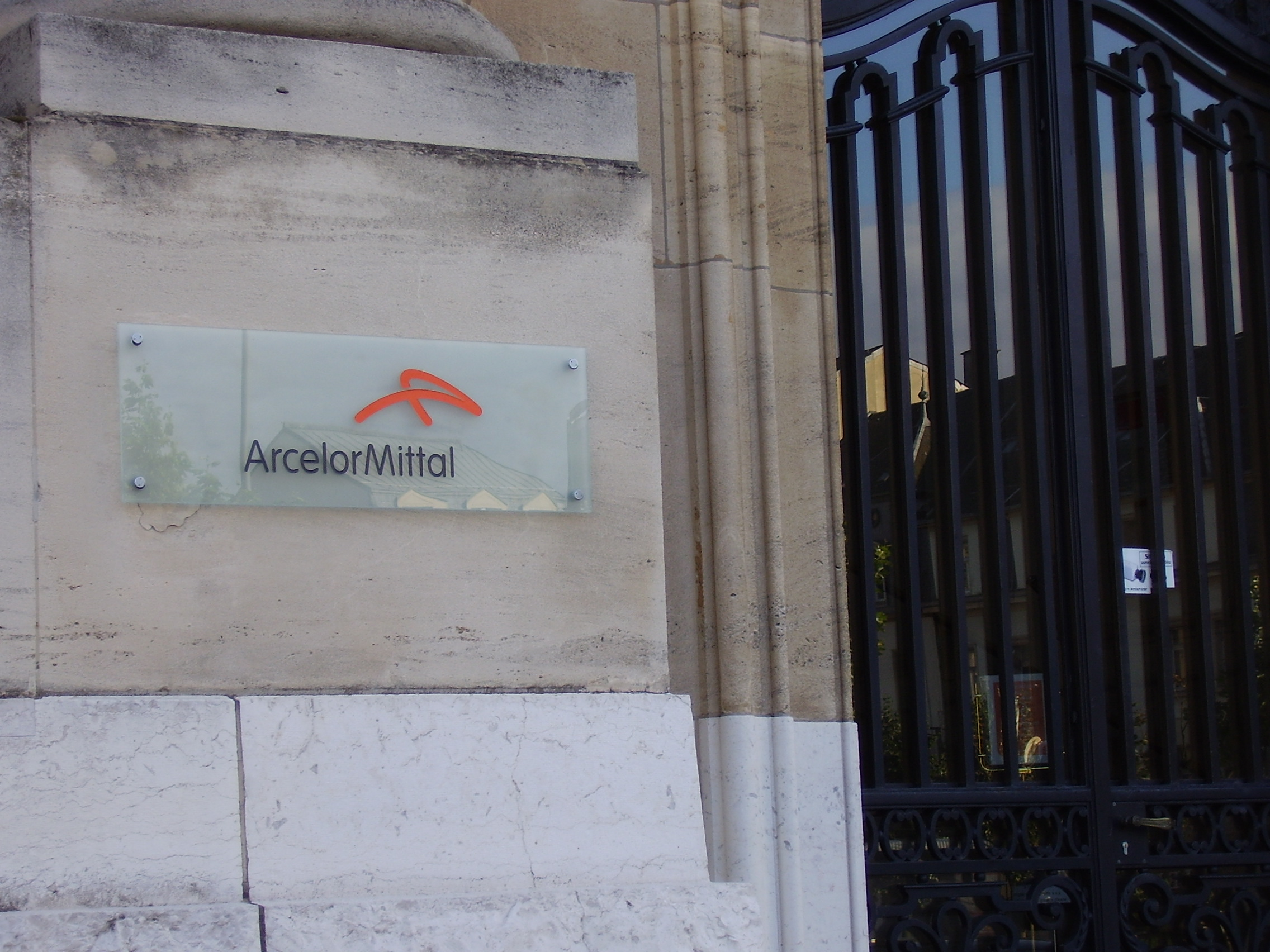
Seu de Luxemburg

ArcelorMittal lidera tots els principals mercats mundials, incloent el de l'automòbil, la construcció, els electrodomèstics i els envasos. Disposa d'una destacada posició en R+D i tecnologia, així com de substancials recursos propis de matèries primeres i excel·lents xarxes de distribució. Mitjançant la seva presència industrial a Europa, Àsia, Àfrica i Amèrica, el Grup té accés als principals mercats siderúrgics, tant en economies desenvolupades com en mercats emergents.
En el futur, ArcelorMittal concentrarà els seus esforços en el desenvolupament de la seva posició en els mercats xinès i indi, caracteritzats per un fort nivell de creixement. Els resultats financers d'ArcelorMittal corresponents a 2007 llancen una xifra de negoci de 105.200 milions de dòlars (USD), amb una producció anual de 116 milions de tones d'acer brut, el que representa entorn del 10% de la producció mundial d'acer.
Les accions d'ArcelorMittal cotitzen en els mercats borsaris de Nova York (MT), Amsterdam (MT), París (MTP), Brussel·les (MTBL), Luxemburg (MT) i a les borses de Barcelona, Bilbao, Madrid i València (MTS). A 17 de maig de 2008, la capitalització borsària d'ArcelorMittal representava 144.370 milions de dòlars (USD).

## La filosofia ArcelorMittal
ArcelorMittal ha triat el lema "transforming tomorrow" (transformant el futur), reforçat pels tres valors principals de la companyia: la sostenibilitat, la qualitat i el lideratge.